# Малдыты (гмина)
Малдыты (пол. Małdyty) — сельская гмина (волость) в Польше, входит как административная единица в Острудский повет, Варминьско-Мазурское воеводство. Население — 6304 человек (на 2018 год).

## Демография
| Перепись                       | Всего   | Всего | Женщины | Женщины | Мужчины | Мужчины |
| ------------------------------ | ------- | ----- | ------- | ------- | ------- | ------- |
| Единицы                        | человек | %     | человек | %       | человек | %       |
| Население                      | 6320    | 100   | 3110    | 49,2    | 3210    | 50,8    |
| Плотность населения (чел./км²) | 33,4    | 33,4  | 16,5    | 16,5    | 17      | 17      |

## Сельские округа
1. Будвиты
2. Доброцин
3. Дрынки
4. Дзисниты
5. Гумниска-Вельке
6. Ярнолтово
7. Кадзе
8. Клёновы-Двур
9. Кошайны
10. Креки
11. Лесница
12. Линки
13. Малдыты
14. Самбруд
15. Сопле
16. Шимоново
17. Вилямово
18. Вельки-Двур
19. Водзяны
20. Заезеже

## Поселения
1. Багниты
2. Бартно
3. Будыты
4. Фюгайки
5. Гизайны
6. Гленды
7. Гумниска-Мале
8. Ярнолтувко
9. Карчемка
10. Кенты
11. Келкуты
12. Коза-Вулька
13. Насвиты
14. Недзвяда
15. Плесьно
16. Пленкиты
17. Половите
18. Рыбаки
19. Самбруд-Малы
20. Сарна
21. Сасины
22. Смольно
23. Сужики-Мале
24. Сужики-Вельке
25. Шимонувко
26. Залесе
27. Здуны
28. Вилямувко

## Соседние гмины
1. Гмина Миломлын
2. Гмина Моронг
3. Гмина Пасленк
4. Гмина Рыхлики
5. Гмина Стары-Дзежгонь
6. Гмина Залево